# Muschelkalkhänge nordöstlich Bayreuth
Muschelkalkhänge nordöstlich Bayreuth este o arie protejată (arie specială de conservare — SAC, sit de importanță comunitară — SCI) din Germania întinsă pe o suprafață de 378,53 ha, integral pe uscat.

## Localizare
Centrul sitului Muschelkalkhänge nordöstlich Bayreuth este situat la coordonatele 49°58′29″N 11°39′51″E / 49.9747°N 11.6642°E.

## Înființare
Situl Muschelkalkhänge nordöstlich Bayreuth a fost declarat sit de importanță comunitară în noiembrie 2004 pentru a proteja un număr necunoscut de specii din flora spontană și fauna sălbatică aflate în arealul zonei. Situl a fost protejat și ca arie specială de conservare în aprilie 2016.

## Biodiversitate
Situată în ecoregiunea continentală, aria protejată conține 4 habitate naturale: Pajiști uscate seminaturale și facies de acoperire cu tufișuri pe substraturi calcaroase (Festuco-Brometalia) (* situri importante pentru orhidee), Fânețe de joasă altitudine (Alopecurus pratensis, Sanguisorba officinalis), Păduri de stejar și carpen Galio-Carpinetum, Păduri pe pante, grohotișuri și ravene de Tilio-Acerion.
La baza desemnării sitului se află un număr nedeclarat de specii protejate.